# 簡單生活

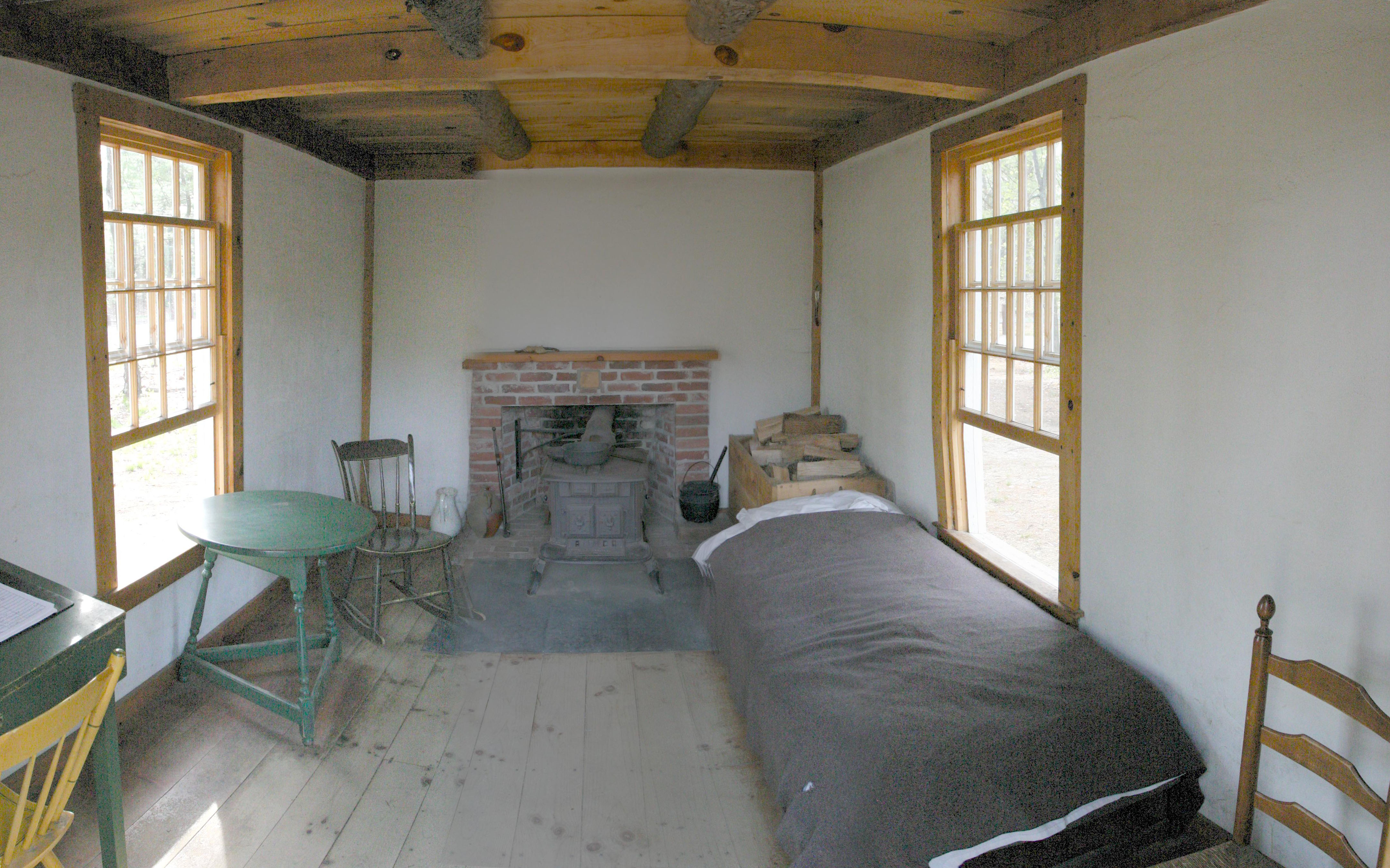
亨利·大衛·梭羅小屋

簡單生活（Simple living），或譯簡樸生活、簡易生活、簡約生活、自求簡樸（Voluntary simplicity）等，是一種極力減少追求財富及消費的生活風格。其追隨者奉行簡單生活的原因各有不同，如靈性、健康、增加與家人和朋友相處的寶貴時光、降低壓力、個人喜好或崇尚儉樸。
其他人所提出的社會或政治目標符合反消費主義運動，包括保育倫理、社會正義和可持續發展。杜安·艾爾金曾說：「我們可以將自求簡樸稱為一種外在越儉樸，內心越富有的生活方式，一種最真實、最活生生的方式，帶給我們與生活直接且有意識的接觸。」
簡單生活作為一種概念，有別於那種受迫於貧困的生活，是一種自願選擇的生活方式。雖然禁慾主義也宣揚簡樸的生活，拋棄奢侈與放縱，但不是所有簡單生活的追隨者都是禁慾主義者。

## 歷史
「自求簡樸」的發展與禁慾主義息息相關，最早可追溯自印度鐵器時代的沙門。釋迦牟尼和聖經中的拿細耳人（尤其是聖若翰洗者）是早期禁慾主義者。許多著名人物曾表示心靈上的激勵使他們崇尚簡單生活的生活型態，如聖方濟各、艾蒙·漢納西（Ammon Hennacy）、泰戈爾和聖雄甘地。
雅典哲學家伊比鳩魯所提倡的伊比鳩魯主義在西元前4世紀至西元3世紀間十分興盛。伊比鳩魯主義主張無憂無慮的生活為快樂的典範，要藉由仔細選擇與逃避來達成。伊比鳩魯特別指出，維持奢侈生活所引起的煩惱比所得到的快樂還要多。因此，他做出結論，快樂的必要條件是生理上的舒適以及維持最低花費的生活，而其他事物則應該減少或避免。
震教徒、門諾會、阿米希人、哈摩尼協會（Harmony Society）等宗教團體和部份貴格會以宗教或哲學理由，實行（某種形式上）排除財富和科技的生活方式，已有數個世紀之久。
北美博物學家及作家梭羅在1854年的《湖濱散記》，被視為是提倡簡樸與可持續生活的著名無宗派著作。英國維多利亞時代的亨利·史蒂文斯·索爾特（Henry Stephens Salt），梭羅的崇拜者，提倡「簡樸－較理智的生活方式」。英國其他的簡單生活提倡者有艾德華·卡本特（Edward Carpenter）、威廉·莫里斯和新生活聯誼會（The Fellowship of the New Life）的成員。查爾斯·羅伯特·阿什比（C.R. Ashbee）和其追隨者也實踐這些想法，因此將簡單生活的概念與工藝美術運動連結在一起。英國小說家約翰·考柏·波伊斯（John Cowper Powys）在1933年的著作《A Philosophy of Solitude》中提倡簡單生活。
博物學家、礦物學家、發展評論家（Development criticism）、作家、藝術家喬治·羅倫佐·諾伊斯（George Lorenzo Noyes）過著荒野生活，他以簡單生活提倡可持續生活和對自然的敬畏。在1920和1930年代，美國南部的南方重農派（Southern Agrarians）主張以傳統且可持續性的農業價值為中心的生活型態與文化，反對當時統治西方的都市工業主義。
從1920年代到1960年代，一些著名的現代作家皆闡述簡單生活的理論與實踐，如理查·葛瑞格（Richard Gregg）、經濟學家拉爾夫·柏索迪（Ralph Borsodi）和史考特·聶爾寧（Scott Nearing）、人類學詩人加里·斯奈德，和烏托邦小說作家歐尼斯特·克倫巴（Ernest Callenbach）。葛瑞格在1936年推出著作《The Value of Voluntary Simplicity》，數十年後，杜安·艾爾金在1981年出版影響深遠的《自求簡樸》。今日美國與加拿大的生態無政府主義團體宣揚簡樸的生活形式。英國的慈悲生活運動（Movement for Compassionate Living）主張不使用動物製品，宣傳簡單生活與自立更生，作為剝削人類、動物與地球的補救措施。

## 實踐
有些人實踐自求簡樸，以降低購買物品或服務的需求，進而減少以時間換取金錢。有些人會將多出來的空閒時間留給家庭或其他人。其他人則用來提升生活品質，例如追求藝術或手工藝等創造性活動。克倫巴在1972年的非小說類書籍《Living Poor with Style》中檢視了這些選擇背後的哲學理念。另外，書中有數百頁內容是簡單生活的技巧與指南，提供給自願或非自願的實踐者。

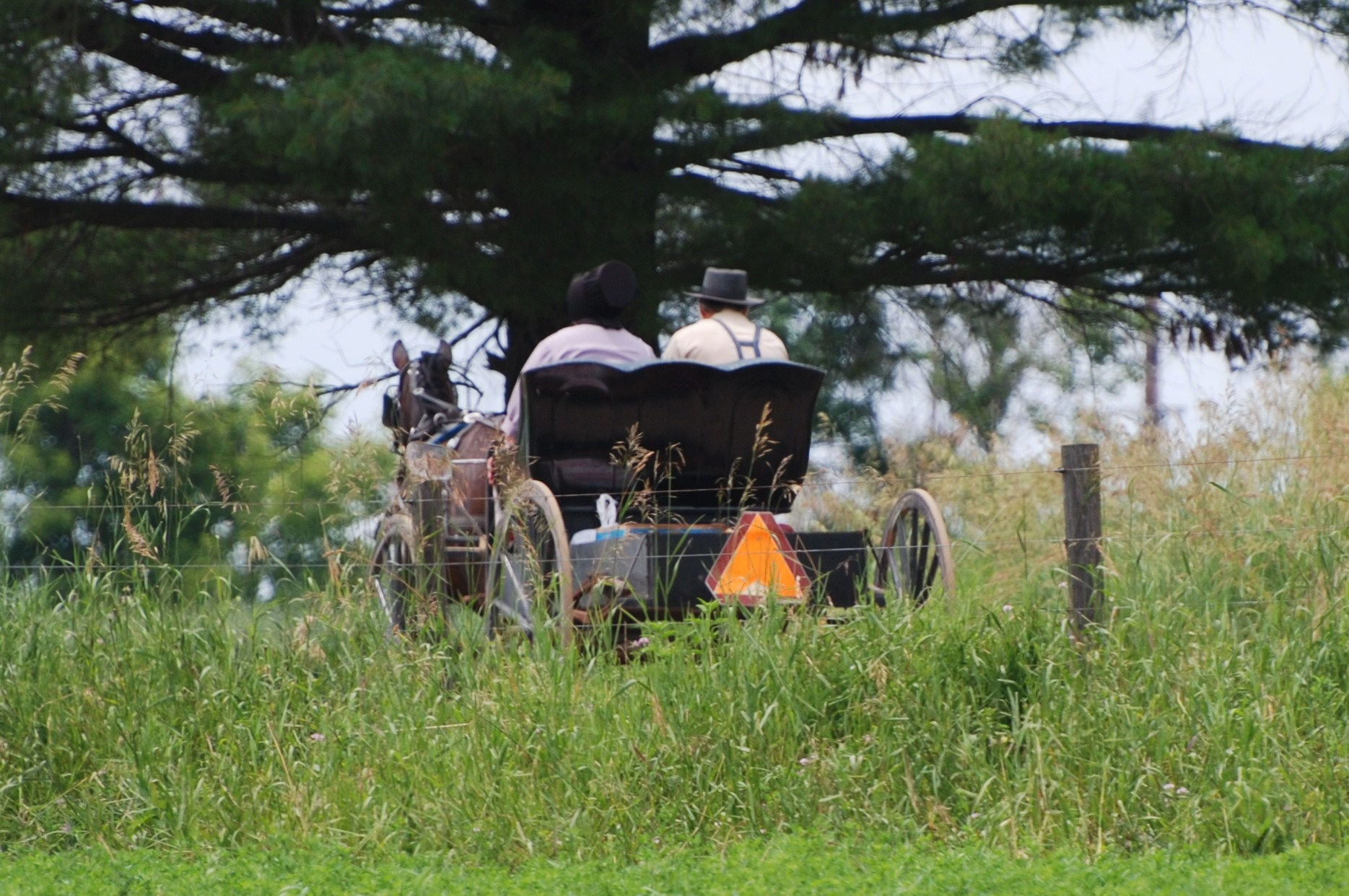
阿米什人使用馬車、不用電和自來水的村莊。

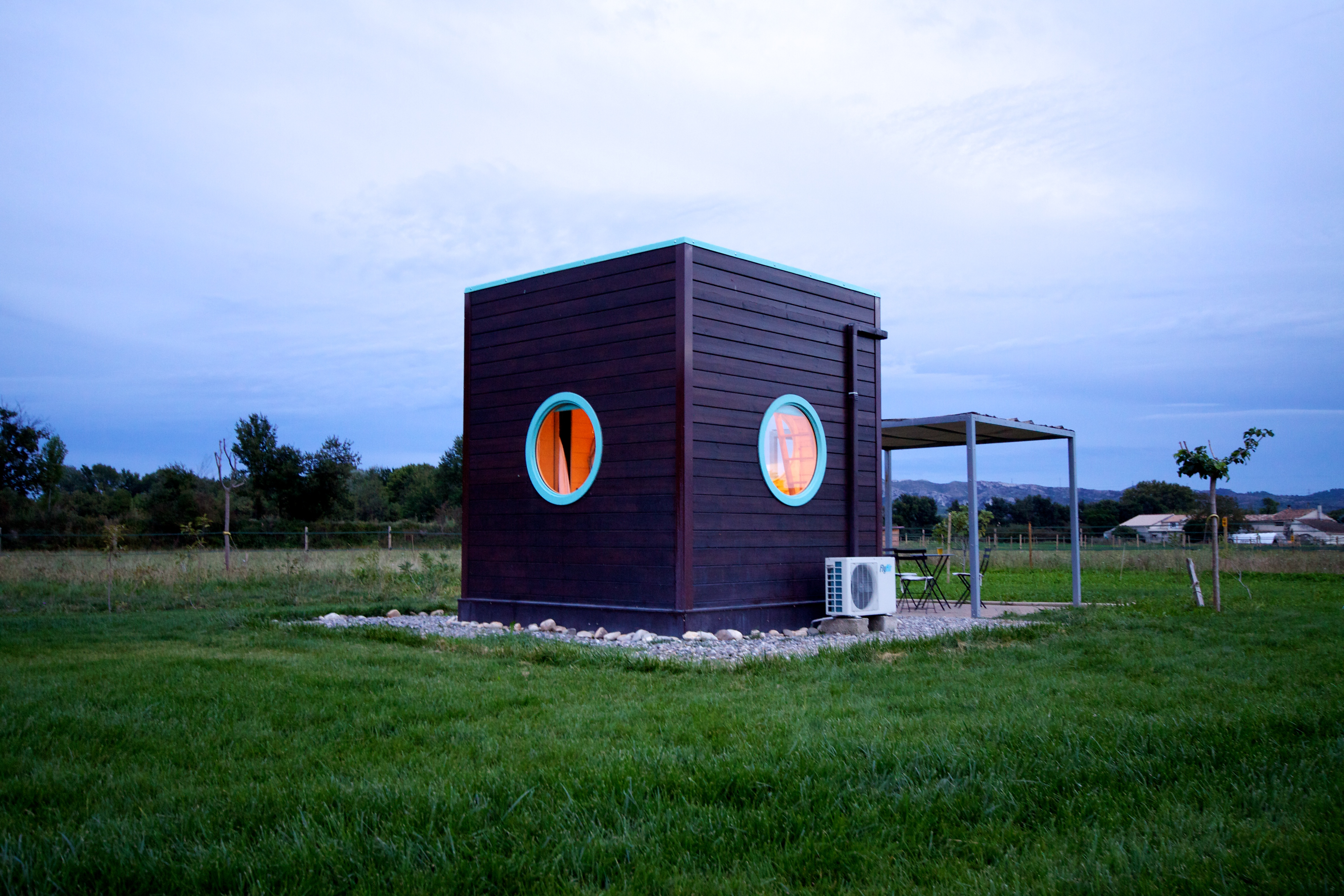
法國設計師的極簡屋，使用最少太陽能和人力電。

另一個方式是專注在購買與消費的根本動機。雖然我們所處的社會，時常追求購買快樂，但唯物主義卻常常無法滿足我們，反而增加生活的壓力。有人說：「賺錢與事物的堆積，不應該扼殺我們靈魂的純淨、心靈的生活、家庭的凝聚或社會的良善。」
1995年成立的英國「全國慢生活週 （页面存档备份，存于）」（National Downshifting Week）是一個草根式的宣傳活動，鼓勵參加者「積極擁抱簡樸的生活」。活動發起人，英國作家，及慢生活（Downshifting）和可持續生活宣傳者崔西·史密斯（Tracey Smith）曾說：「你花越多錢，你就必須花更多時間去賺取金錢，而你就越沒有時間去做自己想做的事。」「全國減速生活週」鼓勵參加者「減速與綠化」（Slow Down and Green Up），還有一份對個人、企業、兒童和學校的建議清單，以助於採納綠色或有益於生態的政策或習慣，發展公共場所的全體社會與環境責任，並分別創立工作的生態協議和全國課程。
另一個實踐方式是採取簡化的飲食。像是生素食主義等飲食方式可簡化國內食物生產與消費。

## 現代範例和實驗
密西根大學英語文學系的新英格蘭文學課程（New England Literature Program）是一個試驗性的文學與寫作課程，始於1970年代，由艾倫·豪斯（Alan Howes）和華特·克拉克（Walter Clark）教授所設立。他們採用了梭羅對於自然、自主與社區的理想而創立這個學術課程。今日，學生在緬因州雷蒙塞巴哥湖（Sebago Lake）研讀梭羅和其他19到20世紀的新英格蘭作家的著作。選修此課程的學生必須承諾在這段期間不接觸毒品與酒，生活中也不能使用手機或電腦，電力與熱源的使用須降至最低，作為他們的經驗與研究新英格蘭文學、歷史與文化的一部份。

## 政治
許多綠黨也主張自求簡樸。因此，他們在政策上反對基因改造、核能和其它他們認為有危險的科技。綠人支持簡樸是建立在減少使用自然資源和降低環境的影響上。這概念體現在克倫巴所提，由生態、節儉和健康所構成的「綠三角」（Green triangle）中。
許多類似觀點並未納入綠色政治之中，轉而支持綠色無政府主義，試圖在較小的規模上實現信念，如生態村。並且時常批評全球化為帝國主義或新自由主義式的「新殖民主義」。
經濟成長與為了控制、開採自然或人力資源的戰爭之間的關連，被認為是宣傳簡單生活的好理由。避免助長「資源詛咒」（Resource curse）也是許多簡單生活追隨者的目標。部分人為了減少稅務負擔而採取簡單生活。

## 科技
雖然簡單生活常屬於世俗上的追求，但仍須重新思考個人對「適當科技」的定義，如同阿米希人和門諾會等再洗禮派所作的。避免使用現代科技的人常被認為是盧德運動或新盧德主義（Neo-Luddism）的追隨者。
實踐簡單生活的人，對於科技所扮演的角色有多樣的見解。像是柯克派屈克·塞爾等人強力抨擊科技，而有些人將網路視為未來的簡單生活中的關鍵要素，包括透過遠距工作減少個人的碳足印和降低對紙張的依賴。自求簡樸可能會使用高科技要素，像是電腦、網路、太陽能板、風力發動機和水輪發電機，以及其他讓簡單生活在主流文化中更容易且更有可持續性的尖端科技。
食物里程（Food miles）意指食材從農場到餐桌上所經過的路途長度。簡單生活採納其概念，支持本地生產的食物。這想法目前已獲得民眾的贊同，造成《百哩飲食》（The 100-Mile Diet）和芭芭拉·金索夫（Barbara Kingsolver）的《自耕自食·奇蹟的一年》等書籍的熱賣。這兩本書的作者花了一年的時間，藉由食用當地食物減少了他們的碳足跡。
廣告被批評為激勵民眾消費主義的心態。許多自求簡樸的提倡者同意停止或減少收看電視是簡單生活的關鍵要素。一些人將網路、播客、社區電臺和地下電台視為可替代的選擇。

## 經濟
從1972年聯合國環境會議後，新經濟運動興起。《只有一個地球》、《增長的極限》和《生存藍圖》於同年出版，《小即是美－以人為念的經濟學》在隔年發行。
最近，大衛·汪（David Wann）引進了「簡單繁榮」（Simple prosperity）的概念，可用於可持續性生活中。根據他的觀點，以及作為（他稱為）真正可持續性的出發點：「重要的是要問自己三個基本問題：我們通勤和消費是為了什麼？經濟為的是什麼？最後，為什麼我們現在比當初開始追求富足時更不快樂？」因此，簡單生活反對現代對富裕的追求，以至於不再專注於數量，而是注重城市、傳統和自然的保存。
詹姆士·羅伯森（James Robertson）的「永續發展的新經濟」（A New Economics of Sustainable Development）有涉及到新經濟的觀點。根據羅伯森的說法，要轉移至可持續性，需要廣泛地從增加收入移轉至減少支出。
羅伯森所設立的新經濟的原則有：
- 有系統地賦與人權力（反對依賴），作為以人為中心發展的基礎。
- 有系統地保存資源和環境，作為環境方面持續性發展的基礎。
- 從「國家財富」的模型進化到世界一體的模型，從今日的國內經濟進化成生態永續、分權、多層次的單一世界經濟系統。
- 恢復政治與倫理在經濟生活和思想的中心地位。
- 尊重品質的價值，而不只是數量的價值。
- 尊重女性價值，而不只是男性價值。

## 參閲
- 富裕流感（Affluenza）
- 無車運動
- 時代精神運動
- 生態社區主義（Eco-communalism）
- 無條件基本收入
- 理念村（Intentional community）
- 樸門

## 外部連結
- The Northwest Earth Institute （页面存档备份，存于）
- The Simple Living Network （页面存档备份，存于）
- Affluenza: PBS Program on the Epidemic of Overconsumption （页面存档备份，存于）
- Buy Nothing Christmas （页面存档备份，存于）
- Think Simple Now - Creativity, Clarity and Happiness （页面存档备份，存于）